# Cerofrontia
Cerofrontia là một chi bướm đêm thuộc họ Gelechiidae.